# Digenethle caelata
Digenethle caelata är en skalbaggsart som beskrevs av Raffaello Gestro 1874. Digenethle caelata ingår i släktet Digenethle och familjen Cetoniidae. Inga underarter finns listade i Catalogue of Life.